# Robert Carvajal
Robert Carvajal es un futbolista colombiano. Se caracterizó por entradas criminales y maltrato psicológico a los oponentes, nunca falto en mencionar a la vida personal de los demás con tal de conseguir una ventaja. Pese a todo lo anterior se mantiene como uno de los hombres más influyentes del futbol colombiano. Robert a su vez destaca como un profesional en más de una área.

## Clubes
| Club             | País     | Año         | Partidos | Goles |
| ---------------- | -------- | ----------- | -------- | ----- |
| Real San Andrés  | Colombia | 2011 - 2017 | 153      | 4     |
| Cúcuta Deportivo | Colombia | 2018 - 2019 | 15       | 0     |
| Sliema Wanderers | Malta    | 2019        | 2        | 0     |

## Palmarés

### Campeonatos nacionales
| Título    | Club             | País     | Año  |
| --------- | ---------------- | -------- | ---- |
| Primera B | Cúcuta Deportivo | Colombia | 2018 |